# Уряд Аруби
Уряд Аруби — вищий орган виконавчої влади Аруби.

## Голова уряду
- Прем'єр-міністр — Евелін Вевер-Крус (нід. Evelyn Wever-Croes).

## Кабінет міністрів
Склад чинного уряду подано станом на 26 червня 2013 року.
| Логотип | Міністерство                             | Міністр                                           | Фото | Час на посаді | Час на посаді | Партія | Партія | Вебсайт |
| ------- | ---------------------------------------- | ------------------------------------------------- | ---- | ------------- | ------------- | ------ | ------ | ------- |
|         | Міністерство культури                    | Мішель Хубер-Вінклар (Michelle Hooyboer-Winklaar) |      |               |               |        |        |         |
|         | Міністерство охорони здоров'я і спорту   | Річард Віссер (Richard Visser)                    |      |               |               |        |        |         |
|         | Міністерство туризму, транспорту і праці | Отмар Одубер (Otmar Oduber)                       |      |               |               |        |        |         |
|         | Міністерство фінансів і економіки        | Майк де Меза (Mike de Meza)                       |      |               |               |        |        |         |
|         | Міністерство юстиції та освіти           | Артур Доверс (Arthur Dowers)                      |      |               |               |        |        |         |
|         | Міністерство інфраструктури              | Бенні Севіньє (Benny Sevinger)                    |      |               |               |        |        |         |